# Веласкальваро
Веласкальваро (ісп. Velascálvaro) — муніципалітет в Іспанії, у складі автономної спільноти Кастилія-і-Леон, у провінції Вальядолід. Населення — 195 осіб (2010).
Муніципалітет розташований на відстані близько 140 км на північний захід від Мадрида, 50 км на південний захід від Вальядоліда.

## Демографія
Динаміка населення (INE ):